# Lucky Boy
Lucky Boy è un film del 1929 diretto da Norman Taurog e Charles C. Wilson. La pellicola era principalmente un film muto con musica sincronizzata ed effetti sonori, con alcune sequenze parlanti. La trama del film presentava forti somiglianze con quella del film di successo Il cantante di Jazz del 1927.

## Trama
Un giovane ebreo lavora nel negozio di gioielleria di suo padre, ma questo impiego non gli piace affatto: vuole diventare un intrattenitore, qualcosa che sa che suo padre non approverebbe mai. Così realizza un progetto per mettere in scena il suo spettacolo in un teatro e mostrare a suo padre che può avere successo, ma le cose non vanno bene come previsto.

## Produzione
Il film era stato originariamente sviluppato con il titolo The Schlemiel, ed era stato girato senza audio dal regista Norman Taurog con il titolo provvisorio di The Ghetto nell'aprile del 1928.

## Distribuzione
La première del film si tenne negli Stati Uniti il 1º febbraio 1929. Venne distribuito il 2 febbraio 1929 nelle sale statunitensi, il 1º aprile 1930 in quelle portoghesi (Um Bom Rapaz) e il 20 maggio dello stesso anno in quelle ungheresi (A Ghettó énekese).

## Conservazione
Considerato perduto per molti anni, una coppia di Lucky Boy è ancora conservata presso l'UCLA Film and Television Archive.